# Niklas Darke
Niklas Darke, född 12 juli 1967 i Högalids församling, är en svensk författare, krönikör, återberättare av lättläst litteratur och översättare från engelska och norska.  Darke debuterade 1999 med romanen Willies kök, som togs emot med viss skepsis och förundran. Romanen har även uppmärksammats eftersom texten innehåller en annons. Darke grundade 1998 bokförlaget Ink tillsammans med Aase Berg och Björn Wiman. 2000–2001 var Darke redaktör för tidskriften Med andra ord.